# 六六
六六（1974年7月23日—），原名张辛，女，安徽合肥人，后定居于新加坡，华人女作家，毕业于安徽大学国际贸易系。

## 生平
1995年，六六毕业于安徽大学国际贸易系，曾一度从事贸易类工作。
1999年，六六搬家定居于新加坡，当幼儿教师，并且用“六六”作为名字创作发表作品。
2003年，六六的小说《王贵与安娜》引发华文文坛震动，一度好评如潮，六六因此也被誉为继张爱玲、虹影之后海外华裔作家第三人。

## 风格
六六的小说經常描写职场和情场故事。作品《蜗居》、《双面胶》、《心术》曾引发争议。其作品发生的地点大多以“江州”表示。

## 作品

### 小说
- 《蜗居》，长江文艺出版社，2007年，ISBN 9787535435828
- 《王贵与安娜》，上海人民出版社，2008年，ISBN 9787208080140
- 《仙蒂瑞拉的主妇生涯》，中国妇女出版社，2008年，ISBN 9787802035249
- 《浮世绘》，中国妇女出版社，2009年，ISBN 9787802035867
- 《心术》，上海人民出版社，2010年，ISBN 9787208093904
- 《双面胶》，上海人民出版社，2010年，ISBN 9787208092792
- 《苏小姐的婚事》，长江文艺出版社，2011年，ISBN 9787535447074
- 《女不强大天不容》

### 散文集
- 《小情人》，长江文艺出版社，2012年，ISBN 9787535456595

### 随笔集
- 《妄谈与疯话》，长江文艺出版社，2010年，ISBN 9787535443489

### 编剧(电视剧)
- 《蜗居》
- 《王贵与安娜》
- 《心术》
- 《宝贝》
- 《女不强大天不容》
- 《少年派》
- 《安家》
- 《在一起》
- 《後浪》

## 争议事件

### 认同高校教师无偿剥削、奴役学生
2017年12月，西安交通大学博士生杨宝德自杀身亡。他的死因被认为与其博士生导师周某的劳动剥削、性骚扰有关。2018年1月17日，媒体的《寒门博士之死》一文引发关注。六六在微博转发该文时，评论“现在的孩子都不知道脑子里想什么？装个窗帘、买个菜、打扫个卫生就委屈死了？到底是个村娃，自视甚高。俺们跟师，出门拎包抱着被子，鞍前马后办入住，洗洗涮涮海生怕师父不满意......你伺候伺候老师，那不是应当的吗？”其言论受到舆论批评。

### 于新浪微博发布地域歧视相关内容
2019年5月9日06:44六六于自己的微博发布内容“在机场等候登机，我往一个空位走去，忽然看到一个女人狂奔过去抢坐下来，我于是走到背面正要坐，她忽然扔来一个包在座位上，喊：“介旮瘩有淫了……”然后看远处一个女人悠哒悠哒啃着饼走来。无意引起地域争，自打仁济医院出现某地碰瓷式就医后，对某三省不知为何如此捏鼻。”被网友质疑对中华人民共和国“东北地区”人民进行地域性歧视，引起风波，并在民众质疑后多次回复“是呢！也是个陋见的俗人。”“是啊！修得不够好。作为公众人物，又迁怒又二过。但负面情绪适当要爆发一下[哈哈]”其言论在中国民众中引起了一轮讨论。

### 投诉中国电信涉嫌存在霸王条款
2019年12月2日，六六在微博上向中华人民共和国工业和信息化部投诉中国电信，称她在订购中国电信的家庭宽带时，被强迫领取免费赠送十几个G流量的手机套餐，但每个月不用完流量反而要扣款，涉嫌霸王条款。而在宽带年费一次缴纳完的情况下，经常因赠送手机流量未用完被停家庭宽带，甚至续费后也不即时开通。12月4日，中国电信方面回应称六六微博反映的问题已经沟通解决，并对带来的不便表示歉意。而在6日晚，六六再次在微博反映中国电信的有关问题，称中国电信在回应中未解释为何强迫客户购买附卡。她还表示，“你移动业务不行，靠垄断业务强行绑定消费。而这种不合理，消费者无权拒绝。”

### 力挺吴亦凡言论
2016年，加拿大籍华裔明星吴亦凡被黄恺嘉（网名“小G娜”）曝出私生活问题后，六六曾经于当年6月16日在微博上发文声援吴亦凡，认为吴亦凡长得好看，还要哄人，最后还被背叛，指责女方想要上位。2021年7月31日，吴亦凡因为涉嫌强奸在北京被警方逮捕，六六于8月1日在微博上为五年以前声援吴亦凡所写的言论道歉并自罚封闭微博半年，随后六六的新浪微博账号因违反规定而被屏蔽。

### 2019冠状病毒疫情期間求救被批評
2022年4月10日，上海2019冠状病毒病聚集性疫情期間，六六在網路上表示家住上海的父母先後陽性，其母被強制送到方艙醫院時哭著向她道別。儘管她母親已然好轉，卻被社區居民委員會恐嚇帶去方艙醫院，落淚與女兒視訊訣別，女兒感嘆母親這一生「沒有自主選擇這回事」。「我的父母聽黨的話，在家閉門不出17天後，陽了。」六六在微信朋友圈揭露母親的情況引發議論，她指出，父母只有下樓做核酸檢測才會出門，卻先後檢測出陽性，所幸都很快好轉，但居委會天天恐嚇要將她母親拖去方艙醫院，75歲的母親嚇到心臟病發作。
但中國網友批評，六六此前於2020年武漢疫情最嚴重時弘揚正能量，2020年3月中國廣電總局組織拍攝抗疫電視劇《在一起》，就是由她擔任編劇，並為此前往武漢進行採訪取材，期間也不停對外宣傳中共的防疫成果。有人指出當時2020年的六六的表現湖北作家方方反差巨大，方方當時記錄武漢疫情底層悲苦，而六六卻宣揚正能量偉大，等到疫情輪到自己時就哭天喊地。
4月11日，六六發文辯解並就上海和中國的防疫措施作出反思，面對網友譏諷她親自回應：「過去兩年裡，無可否認，上海是全球疫情管控和生活舒適度最好的城市，這種經濟與疫情的雙平衡給居民和歸國同胞極大的安全感。」她認為中共在疫情之初所採取的措施，可看出是對中國民生和經濟的最大保障；而如今疫情在變化，人們對疾病的認識提高、封城的代價變大，基層、醫護、志工都非常疲勞，難以應對，現在各地以防疫為第一要務，經濟停頓，未來民生和保障將是一大難題。對於最近疫情的亂象，她不禁要問：「是不是我們應該重新檢視一下新情勢新境況？做出一些調正？」最後希望上海能早日恢復過去的繁榮。之後，六六清空自己的微博。